# Shine More
Shine More – dwudziesty pierwszy singel Namie Amuro. Został wydany 5 marca 2003 przez wytwórnię avex trax. Utrzymywał się przez dziewięć tygodni w rankingu Oricon (sprzedano wtedy 52 268 egzemplarzy płyty). Najlepszą pozycję, jaką zdobył singel była #4 pozycja w Oriconie. B-side singla to Drive.

## Lista utworów
| 1. | Shine More                         | 3:40  |
|    |                                    |       |
| 2. | Drive                              | 5:31  |
|    |                                    |       |
| 3. | Shine More (wersja instrumentalna) | 3:40  |
|    |                                    |       |
| 4. | Drive (wersja instrumentalna)      | 4:21  |
|    |                                    |       |
|    |                                    | 17:12 |
|    |                                    |       |

## Wystąpienia na żywo
- 1 marca 2003 – Pop Jam
- 1 marca 2003 – CDTV
- 6 marca 2003 – AX Music Factory
- 7 marca 2003 – Music Station
- 10 marca 2003 – Hey! Hey! Hey! Music Champ
- 2 kwietnia 2003 – CDTV Special
- 1 stycznia 2003 – CDTV Special Live 2003-2004

## Producenci
- Remix – David Z.
- Remix asystent – Sang Park
- Programowanie – David L. Huff, Cobra Endo
- Dyrektor wokalu – Mayumi Harada
- Reżyser – Ugichin
- Choreograf – Warner

## Oricon
| Diagram                                                    | Pozycja |
| ---------------------------------------------------------- | ------- |
| Dzienny diagram Oricon (w pierwszym dniu sprzedaży)        | #4      |
| Tygodniowy diagram Oricon (w pierwszym tygodniu sprzedaży) | #8      |
| Miesięczny diagram Oricon (w pierwszym miesiącu sprzedaży) | #29     |
| Roczny diagram Oricon                                      | -       |